# Celestino Bourroul
Celestino Bourroul (13 de novembro de 1880 - 9 de outubro de 1958) foi um médico brasileiro, foi diretor da Faculdade de Medicina da Universidade de São Paulo e patrono da cadeira 38 da Academia de Medicina de São Paulo.